# 大艺术家号轰炸机

大艺术家号的机身喷涂

大艺术家号轰炸机（英語：The Great Artiste）是美國陸軍航空軍銀盤計畫中的一架B-29超級堡壘轟炸機（B-29-40-MO 44-27353，Victor number 89）， 機以轟炸機Kermit Beahan上尉命名，並參考了他的轟炸才能。並编入第509混合飞行大队第393轰炸中队。它曾参与过12次训练任务，任务期间曾向日据太平洋岛上轰炸、投放南瓜炸彈。此外，它也是唯一一架两度参与廣島與長崎原子彈爆炸（不过是作为观察机出动）。